# Patrick Räbmatter
Patrick Räbmatter (* 12. Dezember 1991) ist ein aktiver Schweizer Schwinger.

## Karriere als Schwinger
Patrick Räbmatter gewann am Eidgenössischen Schwingfest 2016 in Estavayer-le-Lac und 2019 in Zug einen Eidgenössischen Kranz.
Bisher konnte er ein Kranzfest als Sieger beenden (1. Rang Basellandschaftliches Schwingfest 2015 in Ormalingen). Zudem weist er Schlussgangteilnahmen am Aargauer Kantonalfest 2015 in Würenlingen, am Solothurner Kantonalfest 2016 in Walterswil und am Baselbieter Kantonalschwingfest 2018 in Schönenbuch auf.
Weiter kommen noch 10 Siege an regionalen Anlässen dazu (Niklaus-Thut-Schwinget 2014/2016, Guggibad-Schwinget Buttwil, Engelberg-Schwinget Dulliken, Niklaus-Schwinget Dietikon (alle 2015), Schachen-Schwinget Aarau 2016, Hallenschwinget Brunegg 2018, Rangschwinget Grenchen 2018, Frühjahrsschwinget Oberarth 2019 (1b), Frühjahrsschwinget Oberdorf 2019).
Insgesamt hat er bisher (Stand März 2020) 41 Kränze gewonnen: 2 Eidgenössische, 8 Teilverbandskränze (7 NWSV, 1 SWSV), 24 kantonale (7 BL, 7 AG, 6 SO, 4 BS) und 7 Bergkränze (3 Stoos, 3 Weissenstein, 1 Brünig).
In der offiziellen Jahrespunkteliste des Eidgenössischen Schwingerverbands belegte Räbmatter 2019 den 25. Rang.

## Leben
Patrick Räbmatter wohnt in Uerkheim.
Bekannt bei der Schwinger-Gemeinde ist Räbmatters Ausruf «Jabadabadu», den er macht, sobald er den Kranz bei einem Schwingfest auf Sicher hat.